# 김동조
김동조(金東祚, 1918년 8월 14일~2004년 12월 9일)는 대한민국의 정치인이다. 본관은 언양이며, 주 일본 공사, 초대 주 일본 대사와 대한민국의 외무부 장·차관을 지냈고, 1965년 체결된 한일회담의 수석대표였다. 브루스 커밍스는 《한국현대사》라는 그의 책에서, 김동조를 일제 강점기 때 일본에 협력한 한국인의 한 사람으로 지목하기도 했다. 체육인 겸 정치인 정몽준과 허광수 회장의 장인이며 영화배우 남궁원 가문, 독립운동가 손정도, 손원일 가문과도 사돈간이다.

## 생애
1918년 8월 14일 경상남도 김해군 좌부면 부원리에서 출생하였다.
1943년 일본 규슈제국대학 법학과를 졸업하였다. 1951년 외무부 정무국장을 거쳐 외무부 차관을 지냈다. 1960년 2월, 한국 정부는 동남아 각국과의 우호 증진을 위한 정책의 일환으로 중화민국, 말레이시아, 필리핀, 타이, 남베트남 등 5개국에 김동조를 단장으로 하는 친선사절단을 파견하기로 결정했다. 친선사절단은 단장 외에 차균희(車均禧) 부흥부 경제계획관, 최광수 외무부 삼등서기관으로 구성되었다. 1960년 2월 23일, 친선사절단은 말레이시아와의 외교 관계 수립을 발표하였다. 1965년 6월, 재일거류민단, 상공인연합회, 부인회는 공동명의로 김동원 대사를 경질해달라고 국회에 진정서를 보냈다.
1965년 10월 26일, 외무부에 대한 국정감사에서 김동조는 그 후 재일교포들이 그와 같은 진정서를 제출한 것은 교포와 재일교포 사이의 오해에 기인했던 것이고, 그 후 그 오해는 풀렸다고 설명했다. 또 이동원 외무부장관은 김대사가 본부 훈령에 충실치 아니한 점은 없다고 답변했다. 그러나, 같은 날 국회 외무분과위원회는 위원장 김동환을 비롯하여 공화당의 변종봉, 민병기, 박현숙, 박준규, 이만섭 의원, 야당의 나용균, 유진산, 강문봉 의원은 위 진정서를 검토한 결과, 김대사가 (1) 교포보호에 소흘하고 (2) 본부의 훈령에 충실치 못하며 (3)특정 재벌을 편애하므로 정부가 김대사를 될수록 조속한 시일 안에 해임할 것을 만장일치로 정부에 건의하였다. 1965년 12월 18일 상오 10시반 중앙청 제1회의실에서 열린, 대한민국과 일본 양국의 국교정상화를 최종적으로 매듭짓는 기본조약 및 협정에 의한 비준서 교환에 김동조는 한일회담수석대표로서 참석했다. 1965년 12월 말, 한국 정부가 주일 대사에 김동조를 내정하자, 12월 23일, 민중당의 김대중 의원은 국회 본회의에서 "국회 외무위가 만장일치로 그 해임을 건의했으며 재일교포단체에서도 소환을 건의한 바 있는 김동조 대사를 재임명할 수 있는가"를 추궁했다. 그러나, 12월 24일 한국정부는 일본정부에 대해 정식으로 김대사에 대한 아그레망을 요청했다. 1966년 1월 14일, 주한 초대 대사 김동조는 일본 일왕에 신임장을 제정하였다. 1965년~1967년 주 일본 대사를 지냈다.
1967년 9월 16일, 대한민국 정부는 김동조를 주미 대사에 임명하여, 김동조는 1967년 11월 9일, 백악관에서 존슨 대통령에게 신임장을 제정하였다. 1967년부터 1973년까지 주 미국 대사, 1973년부터 1975년까지 외무부장관, 석유개발공사장을 역임하고 1981년 변호사를 개업하였다.  외무부장관으로서 김동조는 1975년 3월 초, 말레이시아를 방문하여 압둘 라자크 후세인 총리와 아마드 리라우덴 외무장관을 만났다. 2004년 12월 9일, 숙환으로 향년 87세로 별세했다.
브루스 커밍스는 《한국현대사》라는 그의 책에서, 김동조를 일제 강점기 때 일본에 협력한 한국인의 사례로 기술하였다. 일본 후생성 보험국과 일본 내무성 산하 교토부 부청 내무국 지방과 및 경찰국에 근무한 경력으로 인해, 2008년 민족문제연구소가 친일인명사전에 수록하기 위해 정리한 친일인명사전 수록예정자 명단에 포함되었다.

## 가족 관계
| 관계 | 이름           | 출생일          | 활동 사항 |
| ---- | -------------- | --------------- | --- |
| 아내 | 송두만         | 1922년          | |
| 장녀 | 김영애         | 1945년          | 모건스탠리 부사장. 최융호(1943년~, 제너럴 마리타임 사장)과 결혼. |
| 차녀 | 김영숙         | 1947년          | 손원일의 장남 손명원(孫明源, 1941년~, 현대미포조선·쌍용자동차 사장, 스카이웍스솔루션코리아 고문)과 결혼. 김영숙의 딸은 손정희(孫貞姬)이고 사위는 홍정욱.              |
| 장남 | 김대영         | 1948년          | 해오실업 사장. 박봉인(1953년~)과 결혼. |
| 삼녀 | 김영자(金寧慈) | 1950년 6월 20일 | 허정구의 셋째 아들 허광수(1946년~, 전 GS칼텍스정유 부회장, 현 삼양인터내셔널 회장)와 결혼. 첫째 딸 허유정(1974년~)은 방상훈의 아들 방준오(1974년~)의 동명이인과 결혼. |
| 차남 | 김민영         | 1958년          | 한국외국어대학교 교수. 정다미와 결혼. |
| 사녀 | 김영명         | 1959년 9월 13일 | 현대중공업그룹 대주주. 정몽준과 결혼. |

## 참고 문헌
- 외교통상부[깨진 링크(과거 내용 찾기)]
- 임재천. “본가보다 처가 혼맥이 더 화려: 국내 주요그룹 가계 / 혼맥도16 - 현대중공업그룹”. 《월간 CEO》.[깨진 링크(과거 내용 찾기)]